# Спомен-парк палим борцима у ослободилачким ратовима 1804-1945.
Спомен-парк палим борцима у ослободилачким ратовима 1804-1945 (познат и под именима Споменик историји борбе за слободу и Споменик палима у ослободилачким ратовима 1804-1945) је меморијални комплекс у центру Књажевца, посвећен преко 6.000 бораца с подручја Тимочке Крајине који су положили своје животе током ослободилачких ратова у 19. и 20. веку. Уређење спомен-парка отпочело је 1961, да би коначно био свечано отворен 1971. године. Аутор спомен-комплекса је архитекта Богдан Богдановић.

## Опис
Спомен-парк се налази у центру Књажевца, уз саму реку Тимок те је на тај начин јединствено Богдановићево остварење, будући да је зметник преферирао меморијалне пројекте ван урбаних подручја како би их на тај начин стопио с крајоликом. Цео спомен-парк сачињавају камени стећци извајани од камена кречњака, украшени орнаментима из свакодневног живота српског народа на селу (пшеница, воденице, бунари,...). Друга група стећака извајана је по узору на крајпуташе, за које је народ имао обичај да их подиже уз путеве у помен на погинуле војнике. Парк је посвећен војницима и борцима Тимочке Крајине погинулима у Првом и Другом српском устанку (1804-1815), Првом и Другом српско-турском рату (1876-1878), Првом и Другом балканском рату (1912-1913), Првом светском рату (1914-1918) те Народноослободилачкој борби (1941-1945). У парку се такође налазе спомен-обележја подигнута у помен на војнике Црвене армије који су погинули током ослобођења Књажевца 10. октобра 1944. године. У парку је подигнута и мала реплика споменика палим војницима из Књажевца у Српско-турском рату 1876-1878, оригинални споменик је срушила бугарска војска у Првом светском рату. Током 1990-их у парк је додан и стећак у помен на погинуле током ратова на тлу Југославије 1991-1995. и током НАТО бомбардовања 1999. године.
На улазу у меморијални парк стоји гранитна плоча са стиховима песника Ивана Лалића: Србија / Сунчева кућа, из пепела / светлошћу сама себе зида / Слободом сама себе светлу.